# Leptonia subcyanula
Leptonia subcyanula är en svampart som först beskrevs av Elias Fries, och fick sitt nu gällande namn av Paul Kummer 1871. Leptonia subcyanula ingår i släktet Leptonia och familjen Entolomataceae.   Inga underarter finns listade i Catalogue of Life.